# Хронологія історії Вірменії
Історія Вірменії налічує більше трьох тисяч років.
Історія сформованого вірменського народу бере свій початок щонайменше з VI століття до н. е. і нараховує більше 2500 років.  Вірмени сформувалися між XIII і VI століттями до н. е. на території Вірменського нагір'я. Згідно провідній станом на сьогодні гіпотезі етногенезу вірмен, вірмени є наступниками фізичного та культурного компонента всього стародавнього населення нагір'я, в першу чергу хурритів, урартів та лувійців, які склали основний генетичний компонент сучасних вірмен.
Історія вірменської державності налічує більше 2300 років. Перші античні держави вірмен — Єрвандідське царство (331–220 роки до н. е.), Софенське царство (III століття до н. е. — 94 рік до н. е.) і Велика Вірменія (190 рік до н. е. — 387 рік н. е.). Протягом доби середньовіччя вірменський народ відновив свою державність в особі  Вірменського царства (885–1045), а після його падіння  Кілікійського царства (1198–1375). На території історичної Вірменії вірменські державні утворення довгий час існували в Зангезурі та Нагірному Карабасі. Національна визвольна боротьба зародилася в середині XVI століття. Після приєднання закавказької Вірменії до християнської Російської імперії були створені умови для об'єднання та відродження вірменського народу. У 1918 році вірменська держава була відроджена в особі  Республіки Вірменія, в 1991 році незалежність Вірменії була відновлена.

## Стародавня історія. До нашої ери
Супроводжуючі події до нашої ери 
- XVI століття — утворення конфедерації Хайаса — Ацці.
- XIII століття — перші згадки про Урарту.
- 1190 — приблизна дата загибелі Хеттського царства під натиском «народів моря».
- 1000 — початок залізної доби.
- Кінець VIII століття — вторгнення на Вірменське нагір'я скіфів та кімерійців.
- 612 — падіння  Ассирії.
- 558 — заснування  Кіром ІІ Великим  Ахеменідської імперії.
- 549 — завоювання  Мідії Ахеменідами.
- 522–486 — правління  Дарія I в  Персії.
- 455–444 — подорож Геродота по країнах Сходу.
- 336 — 30 — епоха еллінізму.
- 331 — Олександр Великий підкорює Персію.
- 190 — битва при Магнезії.
- 171–138 — посилення  Парфії в період правління Мітрідата I.

до нашої ери
- 2492 — міфологічна дата заснування Гайком вірменської держави. Початок  давньовірменського календаря
- 2000 — приблизна дата вторгнення  хеттів в  Анатолію.
- XIII—IX століття — в район  Мелітени та  Софени мігрує народ мушків, носіїв  протовірменської мови.
- XIII століття — початок  етногенезу вірмен
- 859—844 — правління Арама
- 844—828 — правління Сардури I
- 828—810 — правління Ішпуїні
- 810—786 — правління Менуа
- 786—764 — правління Аргішті I
- 786—639 —  Урартські царі насильно розселяють частину мушків по території Урарту.
- 782 — заснування Еребуні.
- 775 — заснуванняАргіштіхінілі.
- 764—735 — правління Сардурі II
- 735—714 — правління Руса I
- 714—680 — правління Аргішті II
- 680—639 — правління Руса II
- 639—635 — правління Сардурі III
- 590 — падіння Урарту.

### Після завершення формування вірменського народу

Імперія Тиграна ІІ

- Сер. VI століття — завоювання  Вірменії  Ахеменідами. Зі створенням Ахеменідської держави Вірменське царство пережило поступовий процес перетворення в сатрапію Перської імперії.
- 401 — Ксенофонт у Вірменії.
- 401 —  344 — правління ахеменідського сатрапа Вірменії  Оронта I
- 331 — Вірменія отримує фактичну незалежність в результаті падіння Ахеменідської імперії.
- 220 — Араратське царство ліквідоване  Антіохом Великим.
- 200 — приблизна дата заснування міста Ервандашат царем  Єрвандом III
- 189 — утворення трьох вірменських держав:  Великої Вірменії, Малої Вірменії та Софени.
- 189 —  159 — правління  Арташеса I у Великій Вірменії.
- 176 — приблизна дата заснування міста Арташата Арташесом I
- 95 —  55 — правління  Тиграна II у Великій Вірменії. Вірменія — одна з провідних держав  Близького Сходу.
- 77 — Тигран засновує місто Тигранакерт та робить його столицею Вірменії.
- 69 — Битва при Тигранакерті: розгром вірменської армії римським воєначальником Лукуллом. Арташат знову стає столицею Вірменії.
- 68 — Битва при Артаксаті: поразка Лукулла від вірменських військ.
- 65 — похід  Помпея до Вірменії. Вірменія стає васальною щодо Риму державою.
- 34 — взяття в полон  Артавазда II  Марком Антонієм.

## Наша ера
Супроводжуючі події
- 64 — Понт завойований  Римом.
- 53 — Битва при Каррах: розгром римського воєначальника Красса парфянською армією під командуванням Сурена.

 Наша ера 
- Початок II століття — період найвищої могутності  Римської імперії.
- 226 — повалення парфянської династії  Сасанідами.
- 325 — в  Нікеї збирається перший християнський  собор.
- 394 — Християнство оголошено державною релігією Римської імперії.

- 53 — Трдат I посаджений парфянами на вірменський престол. Він засновує вірменську династію  Аршакидів.
- 58 — вторгнення Корбулона до Вірменії.
- 63 — кінцева фаза  римсько-парфянської війни, битва при Рандені: поразка Корбулона від вірменських військ.
- 113 — вторгнення Траяна до Вірменії.
- 117 — Адріан виводить римські війська з Вірменії.
- 130 — приблизна дата заснування Вагаршем I міста Вагаршапат.
- 163 — столиця Великої Вірменії переміщена в Вагаршапат.
- 287–330 — Правління Трдата III.
- 298 —  Нісібісський мирний договір. Визнання обома державами суверенітету  Великої Вірменії
- 301 — традиційна дата прийняття  християнства як державної релігії.
- 330–338 — правління  Хосрова III Котака
- 335 — заснування Двіна.
- 338–350 — правління  Тирана
- 350–367 — правління  Аршака II
- 364–368 — вірмено-перська війна
- 370–374 — правління  Папа
- 374 — остаточне встановлення самостійності Вірменської апостольської церкви
- 387 —  поділ Вірменії між Римом та Персією.
- 406 — Месроп Маштоц  винаходить вірменський алфавіт.
- 428 — припинення існування династії Аршакідів  Сасанідами.
- 449 — початок антисасанідського повстання вірмен
- 451 — Аварайрська битва.

## Середньовіччя

Вірменське царство близько 1000 р.

Супроводжуючі події
- 527–565 — Правління  Юстиніана Великого у  Візантійській імперії.
- 633–651 — Арабське завоювання Персії
- XI століття — початок процесу масової міграції  тюрків з  Середньої Азії в  Передню Азію.
- 1071 — розгром візантійців  сельджуками при  Манцикерті.
- 1077 — створення  Конійського султанату в Малій Азії
- 1099 — захоплення Єрусалиму  хрестоносцями.
- 1204 — захоплення  Константинополя  хрестоносцями.
- 1256 — утворення держави Хулагуїдів
- 1291 — єгиптяни захоплюють порт  Акра — останній оплот хрестоносців у Леванте.
- 1402 — війська Тамерлана перемагають армію  османських турків при  Анкарі.
- 1453 — Османські турки захоплюють Константинополь. Загибель Візантійської імперії.

- 481–484 — антисасанідське повстання вірмен під керівництвом  Ваана Мамікояна
- 484 — Нварсакський договір між персами та вірменами. Вірменія отримує напівнезалежний статус з повною релігійною свободою
- 506 — Двінський собор, очолюваний  Бабкеном I, остаточно стверджує  міафізітську догматику Вірменської церкви. Подія визначила подальшу ідеологічну, громадську та політичну основу ранньосередньовічної Вірменії
- 552 — початок  вірменської хронології.
- 572–591 —  Ірано-візантійська війна: майже вся Вірменія переходить під контроль Візантії.
- 629 — Іраклій I завершує візантійське завоювання Вірменії.
- 645 — Арабське завоювання Вірменії
- 653 — вірменський князь Теодорос Рштуні визнаний арабами верховним правителем Вірменії, Грузії та Албанії
- 744 — Багратіди отримують титул правителів Вірменії.
- 806 — вірменський князь Ашот Мсакер призначений халіфом правителем Вірменії
- 851–852 — каральна експедиція арабського воєначальника Бугу
- 862 —  Ашот I Багратідов визнаний Халіфатом князем князів (батрік ал батаріка) всієї Вірменії
- 885 — Ашот I Багратідов відновлює незалежне Вірменське царство. Халіф Аль-Мутамід Алаллах та візантійський імператор  Василій I визнають суверенітет Вірменії
- 890–914 — правління  Смбата I
- 908 — Васпураканське князівство під керуванням  Арцрунідів відділяється від Багратідської держави та утворює царство
- 914–928 — правління  Ашота II Залізного.
- 921 — Севанська битва: Ашот II виганяє арабів з Вірменії.
- 922 — Халіфат визнав Ашота II шахіншахом незалежної Вірменії
- 929–953 — правління  Абаса І
- 953–977 — правління  Ашота III Милостивого
- 961 — Ашот III Милостивий переносить столицю з Карса в Ані.
- 963 — утворюється васальне Анійським Багратідам Карське царство
- 966 — анексія Візантією Тарона на північному заході від озера  Ван
- 977–989 — правління  Смбата II
- 978 — утворюється васальне Анійським Багратідам Ташир-Дзорагетське царство.
- 987 — утворюється васальне Анійським Багратідам Сюнікське царство.
- 989–1020 — правління  Гагика I в Ані.
- 998 — вірмено-грузинська коаліція завдала нищівної поразки військам Мамлана I з династії Раввадідів

- 1016 — перші грабіжницькі набіги огузів на південні райони Вірменії
- 1020–1041 — правління  Ованеса-Смбата
- 1021 — Візантійці приєднують до себе Васпуракан.
- 1022 — Трапезундська угода. Ованес-Смбат заповідає передати після своєї смерті Вірменське царство Візану
- 1041–1045 — правління останнього царя Вірменського царства Багратідів  Гагика II
- 1045 — Візантійці захоплюють Ані. Падіння централізованого Вірменського царства
- 1048 — Тогрул-бек здійснює свій перший похід на Вірменію. Турки-сельджуки розоряють Арзні.
- 1054 — Тогрул-бек здійснює другу навалу у Вірменію
- 1064 — Алп-Арслан здійснює напад на Вірменію. Турки-сельджуки захоплюють Ані
- 1065 — Карське царство приєднується до Візантії
- Середина XI століття — початок багатовікового процесу відтіснення вірмен з  Вірменського нагір'я кочовими  тюркськими  кочовими групами.
- 1071 — Філарет Варажнуні створює  власну державу
- 1072 — утворення Анійського емірату  Шеддадідів
- 1080 — Рубен I стає правителем  Кілікії. Заснування вірменського князівства
- 1097 —  Хрестоносці прибувають у вірменську  Кілікію
- 1100 — створення емірату  Шах-Арменідів на більшій частині Західної Вірменії
- 1118 — Встановлення контролю Грузії над північно-східною Вірменією, знищення  Ташир-Дзорагетського царства.
- 1170 — Ільдегізіди завойовують Сюнікське царство
- 1198 — Левон II визнаний королем Кілікії. Священна Римська імперія та папський престол визнали незалежне вірменське Кілікійське королівство
- 1199 — вірмено-грузинська армія  звільняє Ані від Шеддадідів
- 1203 — вірмено-грузинська армія звільняє Двін
- 1206 — вірмено-грузинська армія звільняє Карс
- 1207 — емірат Шах-Арменідів приєднано до держави  Айюбідов
- 1211 — вірмено-грузинська армія звільняє Сюнік. Початок князівства Орбеляном
- 1220–1222 — перші розвідувальні напади монголів
- 1225 — Битва при Гарні, поразка вірмено-грузинського війська від хорезмшаха Джелал ад-Дін Манкбурни
- 1226–1270 — правління  Хетума I в Кілікії.
- 1236 — Вірменія завойована монголами.
- 1266 — розорення Кілікії єгипетськими  мамлюками.
- 1292 — взяття  Громкли єгиптянами.
- 1338 — велика частина Вірменії опинилися в межах володінь  Чобанідів
- 1375 — Кілікійське вірменське королівство завойоване єгиптянами.
- 1385 — нашестя Тохтамиша. Тисячі вірмен відведені в полон
- 1386 — перша навала Тамерлана. Нова хвиля навал тюркських племен
- 1410 — Вірменія потрапила під контроль держави туркоманської конфедерації Кара-Коюнлу
- 1435 — загибель князівства Орбелянів у Сюніку
- 1441 — повернення престолу католікоса всіх вірмен в Ечміадзін
- 1468 — Вірменія потрапила під контроль держави туркоманської конфедерації Ак-Коюнлу
- 1502 — завоювання більшої частини закавказької Вірменії  державою Сефевідів

## Новий час
- Супроводжуючі події

- 1501 — утвердження  Сефевідів в Ірані та Азербайджані.
- 1513 — початок довгої низки  ірано-турецьких воєн.
- 1520–1566 — правління  Сулеймана I в  Османській імперії.
- 1587–1629 — правління шаха  Аббаса I в Персії.
- 1639 — встановлений ірано-турецький кордон, що зберігся до теперішнього моменту.
- 1722–1723 — перський похід  Петра I.
- 1736 — повалення Сефевідів. Початок династії  Афшаридів
- 1762–1796 — правління  Катерини II в  Російській імперії.
- 1813 —  Гюлістанським договором закінчується  російсько-перська війна.
- 1815 — вірменами в  Москві заснований  Лазаревський інститут.
- 1839 — Абдул-Меджид I проводить реформи в Османській імперії.
- 1876–1908 — правління  Абдул-Гаміда II в Османській імперії.
- 1877–1878 —  російсько-турецька війна.

- 1512 — Акоп Мегапарт видає «Урбатагірк» — першу друковану книгу вірменською мовою.
- 1533 — захоплення Вана османами.
- 1547 — таємна нарада в Ечміаджіне, скликана католикосом Степаносом V Салмастеці для звільнення Вірменії
- 1555 — мир в Амасьї закріпив розділ Вірменії між персами та османами.
- 1604–1605 — Великий сургун: депортація шахом Аббасом близько 250 тис. вірмен з Вірменії в Персію.
- 1699 — Ангехакотська нарада звільнення Вірменії
- 1722–1730 — повстання вірмен Зангезура проти персів на чолі з Давід-Беком.
- 1726–1728 — боротьба закавказьких вірмен проти турецького вторгнення.
- 1726–1809 — роки життя Йосипа Еміна — діяча вірменського визвольного руху.
- 1794–1796 — перший вірменський журнал «Аздарар» видається в Індії.
- 1805–1848 — роки життя просвітителя Хачатура Абовяна.
- 1827 — російська армія генерала Паскевича займає Єреван.
- 1828 — Туркманчайський договір між Росією і Персією: Східна Вірменія приєднана до Російської імперії. Утворена Вірменська область.
- 1850 — утворена Еріванська губернія.
- 1869–1923 — роки життя поета Ованеса Туманяна.
- 1878 — приєднання Карса до Російської імперії. Початок обговорення вірменського питання у міжнародній дипломатії.
- 1885 — заснована партія Арменакан.
- 1887 — в Женеві заснована соціал-демократична партія Гнчакян.
- 1890 — в Тифлісі заснована партія Дашнакцутюн.

- 1894–1896 — масові вбивства вірмен в Османській імперії. Вбито близько 300.000 чоловік.

## ХХ— ХХІ ст
- Супроводжуючі події

- 1908 — младотурецький переворот в Османській імперії.
- 1914–1918 — Перша світова війна
- 1917 — Лютнева і Жовтнева революції в Росії.
- 1920 — підписання Севрського договору.
- 1928 — початок індустріалізації та колективізації в СРСР.
- 1930-ті — 1940-ві — Сталінські репресії в СРСР.
- 1939–1945 — Друга світова війна.
- 1945–1991 — Холодна війна.
- 1970-ті — 1985 — «Епоха застою» в СРСР.
- 1985 — Михайло Горбачов, який прийшов до влади в СРСР, починає перебудову і проводить політику «гласності».
- 1991 — розпад СРСР і утворення СНД.

- 1903–1978 — роки життя вірменського композитора Арама Хачатуряна.
- 1904 — повстання вірмен у Сасуні.
- 1905–1906 — міжетнічні сутички між вірменами та азербайджанськими татарами в Закавказзі.
- 1909 — різня вірмен в Адані.
- 1915 — початок геноциду вірмен в Османській імперії.
- 1918 — утворення Першої республіки Вірменія. Битви при Сардарапаті та Баш-Апарані. Березнева та вереснева різанини в Баку.
- 1920–1922 — здійснення  операції «Немезіс».
- 1920 — Шушинська різанина. Турецько-вірменська війна. Радянізація Вірменії.
- 1921 — Московська і Карська угоди: втрата Західної Вірменії, Нахіджевана і Карабаху.
- 1922 — входження Вірменії в ЗРФСР.
- 1936 — ліквідація ЗРФСР.
- 1943 — заснована Національна академія наук Вірменії.
- 1949 — депортація вірменської інтелігенції в Середню Азію.
- 1946–1948 — репатріація вірмен у Вірменську РСР СРСР.
- 1959 — в Єревані побудований Матенадаран.
- 1965 — акції, присвячені 50-річчю геноциду.
- 1975–1991 — бойові акції АСАЛА.
- 1988 — початок Карабаського конфлікту. Сумгаїтський погром. Спітакський землетрус.
- 1990 — погроми вірменів в Баку.
- 1991 — Операція «Кільце». Проголошення незалежності Вірменії.
- 1991–1994 — Нагірно-Карабаська війна.
- 1998–2008 — президентство Роберта Кочаряна.
- 1999 — терористичні акти у вірменському парламенті.
- з 2008 — президентство Сержа Саргсяна.